# Ứ tích

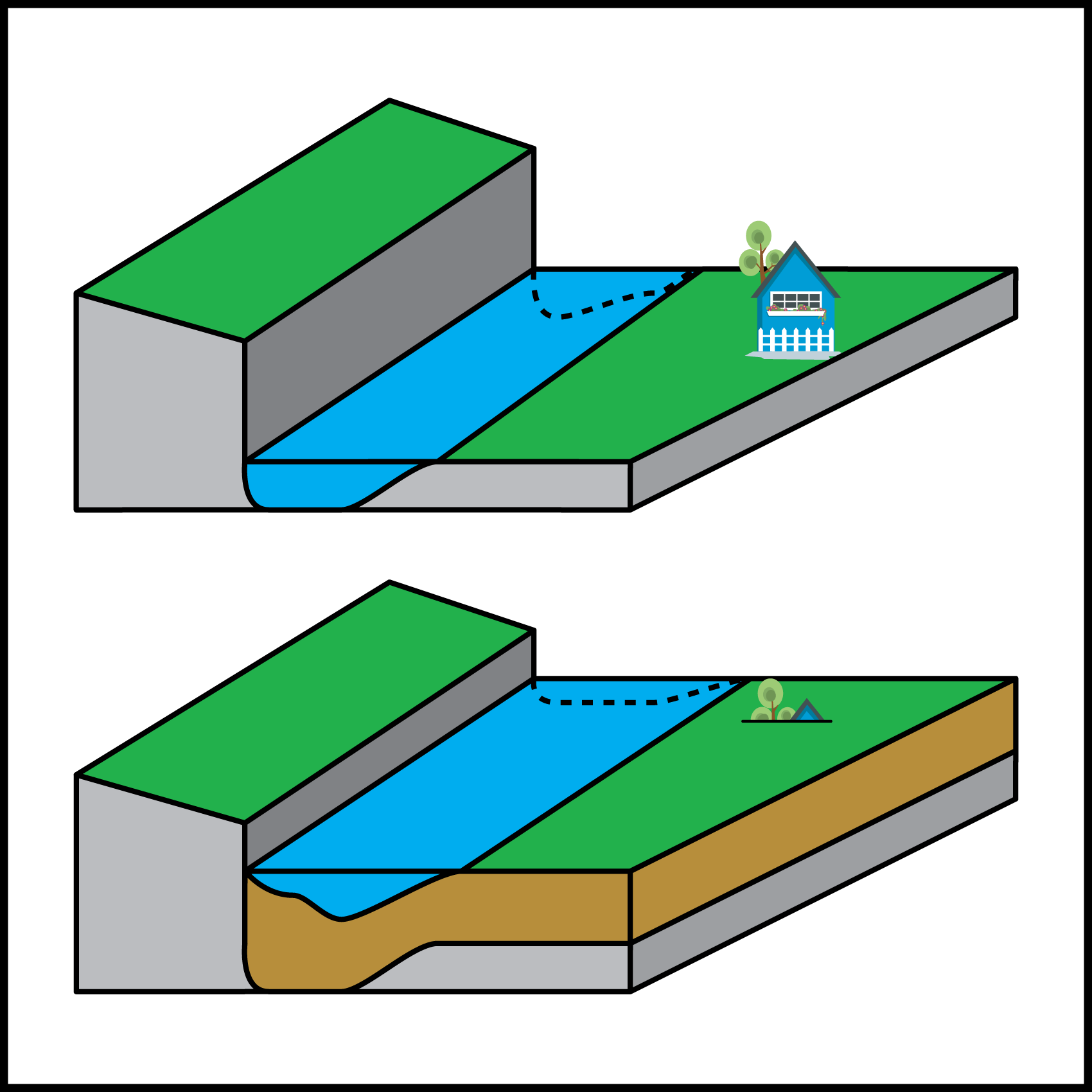
Sơ đồ biểu thị chồng chất bùn và cát (tức ứ tích) trên một lòng sông. Bùn và cát là màu nâu. Dòng sông đang chảy trên tầng đá gốc ở hình trên, nhưng vì bùn và cát lắng đọng và tích tụ qua bao nhiêu thời gian làm lòng sông bị đẩy lên cao. Điều này khiến cho toàn thân ngôi nhà phải bị chôn vùi xuống dưới đất giống như tấm tranh minh hoạ lộ ra chỉ còn có nóc nhà.

Ứ tích (chữ Anh: Aggradation hoặc alluviation, chữ Hán: 淤積 / 淤积) là hiện tượng đối với một đoạn sông nào đó, nếu số lượng bùn và cát do thượng du vận chuyển đến lớn hơn năng lực chuyển đi của đoạn sông đang xét, thì bùn và cát dư thừa sẽ chìm xuống và tích tụ đến về sau, bùn và cát dồn tụ và chất đống, khiến cho mặt lòng sông (một số người/tài liệu gọi là hà sàng hay sàng sông) lên cao, thì chính là ứ tích.
Phổ thông mà nói, ứ tích khá dễ phát sinh ở đoạn sông mà độ dốc lòng sông thấp và dòng nước chảy kém. Ứ tích là biểu hiện của vận tải bùn cát không cân bằng, bùn và cát dồn tụ và chất đống ở bên trong lòng sông, cảng, vịnh và đường tàu thuyền, thông thường khiến cho lòng sông biến hình, cảng và vịnh bị nông dần, đường tàu thuyền bị ngăn trở.

## Giải thích
Ứ tích là hiện tượng đối với một đoạn sông nào đó, nếu số lượng bùn và cát do thượng du vận chuyển đến lớn hơn năng lực vận chuyển bùn cát đi của đoạn sông đang xét, thì bùn và cát dư thừa sẽ chìm xuống và tích tụ đến về sau, bùn và cát dồn tụ và chất đống, khiến cho mặt lòng sông lên cao, thì chính là ứ tích. Phổ thông mà nói, ứ tích khá dễ phát sinh ở đoạn sông mà građiên lòng sông thấp và dòng nước chảy kém.
Sự cân bằng khối lượng giữa trầm tích được vận chuyển và trầm tích tích tụ tại lòng sông được thể hiện bằng phương trình Exner.

## Đặc điểm
Ứ tích là biểu hiện của vận tải cát không cân bằng, bùn và cát dồn tụ và chất đống ở bên trong sàng sông, cảng và vịnh và đường tàu thuyền, thường thường khiến cho sàng sông biến hình, cảng và vịnh bị nông, đường tàu thuyền bị ngăn trở.
Các môi trường ứ tích điển hình là sông bồi tích vùng đất thấp, châu thổ sông và quạt bồi tích.
Các môi trường ứ tích thường trải qua sụt lún chậm để cân bằng với sự gia tăng độ cao bề mặt đất do ứ tích. Sau hàng triệu năm, môi trường ứ tích chuyển thành bồn trầm tích, chứa trầm tích đã lắng đọng - bao gồm cả sông cổ và bãi bồi cổ.

## Nguy hại
Ứ tích cửa cảng: Nguyên nhân của ứ tích vì sóng nước và dòng thủy triều, khiến cho bùn và cát chìm xuống và lắng đọng ở bên trong cửa cảng, tạo thành hiện tượng nước sâu biến thành cạn ở bên trong hồ cảng;
Ứ tích đoạn sông khiến cho đoạn sông biến hình;
Ứ tích đường tàu thuyền, tạo thành sự ngăn trở đường tàu thuyền.